# Primer Valle Toniná
Primer Valle Toniná är en ort i Mexiko.   Den ligger i kommunen Ocosingo och delstaten Chiapas, i den sydöstra delen av landet, 800 km öster om huvudstaden Mexico City. Primer Valle Toniná ligger 854 meter över havet och antalet invånare är 159.
Terrängen runt Primer Valle Toniná är varierad. Runt Primer Valle Toniná är det glesbefolkat, med 16 invånare per kvadratkilometer. Närmaste större samhälle är Ocosingo, 8,2 km väster om Primer Valle Toniná. I omgivningarna runt Primer Valle Toniná växer i huvudsak städsegrön lövskog.